# Chrysosoma aequatoriale
Chrysosoma aequatoriale är en tvåvingeart som beskrevs av Octave Parent 1933. Chrysosoma aequatoriale ingår i släktet Chrysosoma och familjen styltflugor.
Artens utbredningsområde är Uganda. Inga underarter finns listade i Catalogue of Life.